# 永泰県
永泰県（えいたいけん）は中華人民共和国福建省に位置する省直轄の県であり、しばらくの間、福州市の代理管轄下に置かれている。

## 歴史
766年（永泰2年）、侯官県西部・尤渓県東部に新たに永泰県を設置する。県名は当時の元号による。

## 行政区画
下部に9鎮、12郷を管轄する
- 鎮
  - 樟城鎮、嵩口鎮、梧桐鎮、葛嶺鎮、城峰鎮、清涼鎮、長慶鎮、同安鎮、大洋鎮
- 郷
  - 塘前郷、富泉郷、嶺路郷、赤錫郷、洑口郷、蓋洋郷、東洋郷、霞抜郷、盤谷郷、紅星郷、白雲郷、丹雲郷

## 交通

### 鉄道
- 中国国家鉄路集団
  - 昌福線（中国語版）、永莆線（中国語版）
    - 永泰駅

### 道路
- 高速道路
  -  莆炎高速道路（中国語版）
  -  甬莞高速道路（中国語版）

- 国道
  - G355国道（中国語版）
  - G534国道